# Cylindrophis
Famille
Genre
Cylindrophis est un genre de serpents, le seul de la famille des Cylindrophiidae.

## Répartition
Les 14 espèces de ce genre se rencontrent en Asie du Sud-Est, en Asie du Sud et en Asie de l'Est.

## Liste des espèces
Selon The Reptile Database (7 mai 2017) :
- Cylindrophis aruensis Boulenger, 1920
- Cylindrophis boulengeri Roux, 1911
- Cylindrophis burmanus Smith, 1943
- Cylindrophis engkariensis Stuebing, 1994
- Cylindrophis isolepis Boulenger, 1896
- Cylindrophis jodiae Amarasinghe, Ineich, Campbell & Hallermann, 2015
- Cylindrophis lineatus Blanford, 1881
- Cylindrophis maculatus (Linnaeus, 1758)
- Cylindrophis melanotus Wagler, 1830
- Cylindrophis mirzae Amarasinghe, Ineich, Campbell & Hallermann, 2015
- Cylindrophis opisthorhodus Boulenger, 1897
- Cylindrophis ruffus (Laurenti, 1768)
- Cylindrophis subocularis Kieckbusch, Mecke, Hartmann, Ehrmantraut, O'Shea & Kaiser, 2016
- Cylindrophis yamdena Smith & Sidik, 1998

## Publications originales
- Wagler, 1830 : Natürliches System der Amphibien : mit vorangehender Classification der Säugethiere und Vögel : ein Beitrag zur vergleichenden Zoologie. München p. 1-354 (texte intégral).
- Fitzinger, 1843 : Systema Reptilium, fasciculus primus, Amblyglossae. Braumüller et Seidel, Wien, p. 1-106 (texte intégral).